# Гимнокалициум звёздчатый
Гимнокалициум звёздчатый (лат. Gymnocalycium stellatum) — вид суккулентных растений из рода Гимнокалициум семейства Кактусовые (Cactaceae). Ареал вида ограничен аргентинскими провинциями Катамарка и Кордова.

## Название
В 1905 году аргентинский ботаник итальянского происхождения Карлос Луис (Карло Луиджи) Спегаццини (Carlo Luigi Spegazzini, Carlos Luis Spegazzini, 1858—1926) описал этот вид как Echinocactus stellatus. Позже, в 1925 году, после того, как в 1922 году Натаниэль Бриттон и Джозеф Роуз в работе «The Cactaceae» восстановили название Gymnocalycium, приняв его в качестве родового названия для аргентинских шаровидных кактусов с голыми цветочными трубками и голыми чешуйками, Спегаццини реклассифицировал описанный вид, перенеся его в род Gymnocalycium.
Видовой эпитет, stellatum (от stella — «звезда»), может быть переведён как «звёздчатый», «усеянный звёздами».
В синонимику вида входят следующие названия:
- Echinocactus stellatus
- Gymnocalycium asterias
- Gymnocalycium asterium
- Gymnocalycium occultum
- Gymnocalycium stellatum var. albispinum
- Gymnocalycium stellatum var. minimum
- Gymnocalycium stellatum var. nigrispinum
- Gymnocalycium stellatum var. paucispinum

## Биологическое описание
Представители вида — медленно растущие растения (ежегодный прирост в высоту составляет около 1 мм).
Стебли имеют правильную круглую форму, их диаметр — от семи до десяти сантиметров. Число рёбер — от семи до одиннадцати, они отчетливо разделены поперечными полосками на бугорки; по сравнению с другими видами гимнокалициума рёбра достаточно плоские. Число колючек в ареоле — от трёх до пяти, они направлены вниз и в стороны; вначале коричневые, со временем становятся серыми; колючки прижаты к стеблю, что очень удобно при работе с растениями. Окраска эпидермиса — от тёмного серо-коричневого цвета до желтовато-зелёного (оливкового). В течение достаточно длительного периода стебель у растения одиночный, позже могут начать появляться детки.
Цветки имеют диаметр до 4,5 см и длину до 6,5 см. Лепестки светло-кремовые (у основания — красновато-коричневые). Время цветения — конец весны, лето; длительность цветения одного цветка — около 12 дней. В пасмурную погоду цветки остаются почти полностью закрытыми. Тычинки многочисленные.
Плоды цилиндрические, зелёного цвета.

## Агротехника
Требования с содержанию данного вида мало отличаются от требований к содержанию других представителей рода.
См. раздел «Культивирование» статьи Гимнокалициум.

## Классификация
Различают два подвида:
- Gymnocalycium stellatum subsp. occultum — подвид, распространённый в аргентинской провинции Катамарка;
- Gymnocalycium stellatum subsp. stellatum — типовой подвид, распространённый в аргентинской провинции Кордова.